# 국보
국보(國寶, 영어: national treasure)는 나라에서 지정하여 법률로 보호하는 문화유산을 일컫는 말로, 18세기 혹은 19세기에 들어서 생겨나기 시작하였다.

## 나라별 국보
- 대한민국의 국보
- 조선민주주의인민공화국의 국보
- 일본의 국보
- 베트남의 국보
- 중화민국의 국보

## 문화재보호법에서의 국보
'문화재보호법' 제4조 제2항에 따르면 "문화관광부 장관은 보물에 해당하는 문화재 중 인류문화의 견지에서 그 가치가 크고 유례가 드문 것을 문화재위원회의 심의를 거쳐 국보로 지정할 수 있다"고 규정되어 있다. 즉 매우 독특하거나 귀한 것을 가려내어 국보로 지정하는 경우가 많다. 예를 들어 남대문은 국보인데 동대문은 보물로 지정되어 있다. 그 까닭은 남대문이 동대문보다 1년 앞선 1395년에 세워졌고, 건축 기술면에서도 비중이 높기 때문이다. 하지만 고려시대의 목조건물들은 희소가치가 높아 모두 국보로 지정되어 있다. 2003년 현재 국보로 지정된 문화재는 약 403여 가지에 이른다.

## 같이 보기
- 세계유산
- 내셔널 트레져
- 내셔널 트레져: 비밀의 책